# Кирам Бухараи
Кирам Абдуллатиф Бухараи (перс. کرام بخارایی ‎; тадж. Кироми Бухороӣ) год рождения и смерти неизвестны) — таджикский поэт XVII века. Кирам родился в Бухаре.
Хотя Кирам родился и вырос в Бухаре, он подвергался преследованиям и издевательствам, и был вынужден покинуть родину. Он провёл свою жизнь как бродяга. После долгих скитаний он снова возвратился в Бухару.
Абдулатиф Кирам Бухараи почитается как одним из великих поэтов XVII века. Он много сил отдал самообразованию и совершенствованию. Он стал одним из выдающихся ораторов во время жизни Сайидо Насафи, а в поэзии он следовал за Мирза Бедилем и Саибом Тебризи. Детали его биографии до сих пор малоизвестны. Особенно Кирам Бухараи известен как мастер жанра газелей. Сохранилось полное собрание его газелей.

Будь другом, но не врагом для других.
С слабыми не будь как железо.
Караван жизни идёт по дороге бесконечной.
В один день не думай об уходе.
Ты должен взять колючку с ног других со своими ресницами.
В этом мире не будь как иголка.
Твой урожай чист как кипарис из пустых рук.
В трудностях не строй подозрений,
что слабый друг тебе станет сильным врагом, о Киром!
И для тех кто тебе враг — не будь им врагом...
Оригинальный текст (тадж.)Дӯстӣ кун пешаи худ, бо касе душман мабош,
Бо ҳарифони мулоим сахт чун оҳан мабош.
Корвони зиндагонӣ бар сари роҳи фаност,
Як замоне ғофил аз андешаи рафтан мабош.
Хор бо мижгони худ бояд гирифт аз пои халқ,
Дар ҳавои олами таҷред чун сӯзан мабош...
Ҳосилат чун сарв аз озодагӣ дасти тиҳист,
Дар гиреҳ аз фикри кишту донаи хирман мабош...
Хасмро аз дӯстӣ оҷиз тавон кардан, Киром
Ҳар ки душман бо ту гардад, ту ба он душман мабош.
— газелият Кирама